# Johann Gustav Hermes
Johann Gustav Hermes (* 20. Juni 1846 in Königsberg; † 8. Juni 1912 in Bad Oeynhausen) war ein deutscher Mathematiker.

## Leben
Nach der Reifeprüfung im Jahre 1866 am Kneiphöfischen Gymnasium in Königsberg studierte Hermes von 1866 bis 1870 in seiner Heimatstadt Mathematik. Er schloss sein Studium nach einer Unterbrechung durch die Teilnahme am Deutsch-Französischen Krieg (1870–1871) am 14. Dezember 1872 mit dem Staatsexamen in Mathematik ab und promovierte am 5. April 1879 mit einer Dissertation über die „Zurückführung des Problems der Kreistheilung auf lineare Gleichungen (für Primzahlen von der Form 2m+1)“.
Nach einem Probejahr am Realgymnasium Insterburg arbeitete Hermes ab 1873 als Lehrer am Progymnasium des Königlichen Waisenhauses zu Königsberg in Preußen, von 1883 an als Oberlehrer. 1893 wurde er Professor am Gymnasium Georgianum in Lingen, am 1. April 1899 schließlich Professor und Direktor am Realgymnasium Osnabrück (heute Ernst-Moritz-Arndt-Gymnasium). Am 31. Dezember 1906 bat er wegen Krankheit um vorzeitige Entlassung aus dem aktiven Dienst. Nach seinem Tod wurde er am 12. Juni 1912 in Osnabrück begraben.

## Besondere Leistung
Im Jahre 1889 vollendete Hermes seine über ein Jahrzehnt andauernden Anstrengungen, ein Verfahren für die Konstruktion des regelmäßigen 65537-Ecks ausschließlich mit Zirkel und Lineal zu finden und niederzuschreiben. Nach Carl Friedrich Gauß (1796) musste ein Konstruierbares Polygon in der Seitenzahl einer Fermatsche Primzahl (Fermat-Zahlen) entsprechen, von denen fünf bekannt waren (bis heute sind keine weiteren bekannt):  3, 5, 17, 257 und 65537. Gauß selbst konstruierte das 17-Eck explizit mit Zirkel und Lineal, und das 257-Eck war danach auch explizit konstruiert worden ( Magnus Georg Paucker 1822, Friedrich Julius Richelot 1832). Offen blieb der letzte Fall, den Hermes in Angriff nahm. Sein großformatiges, 221 Seiten umfassendes, akkurat mit vielen Tabellen und Zeichnungen versehenes Manuskript wird heute im Mathematischen Institut der Universität Göttingen in einem seinerzeit speziell dafür angefertigten Holz-Koffer aufbewahrt und ist dort eine Attraktion für Besucher, die das Institut aus diesem Grund besuchen. Eine Zusammenfassung veröffentlichte er in den Nachrichten der Göttinger Akademie.
In seiner Einführungsrede als Direktor am Realgymnasium Osnabrück am 11. April 1899 rühmte er den Pflichtbegriff Kants und schloss mit den Worten: „Geduld ist die Pforte der Freude.“

## Publikationen
- Gleichungen ersten und zweiten Grades schematisch aufgelöst in ganzen Zahlen. B. G. Teubner, Leipzig 1882.
- Ueber die Teilung des Kreises in 65537 gleiche Teile. In: Nachrichten von der Gesellschaft der Wissenschaften zu Göttingen, Mathematisch-Physikalische Klasse. Göttingen 1894, S. 170–186.
- Geschwindigkeitslehre in der Schule. Liesecke, Osnabrück 1901. (online)